# Нурмагомедов, Абдулманап Магомедович
Абдулмана́п Магоме́дович Нурмагоме́дов (авар. ГӀабдулманап НурмухӀамадов; 10 декабря 1962, Сильди, Цумадинский район, Дагестанская АССР, СССР — 3 июля 2020, Москва, Россия) — советский и российский спортсмен, тренер, мастер спорта СССР по вольной борьбе. Заслуженный тренер России, старший тренер сборной команды республики Дагестан по боевому самбо. Чемпион Украины по дзюдо и самбо. Отец и тренер непобеждённого чемпиона UFC в лёгком весе Хабиба Нурмагомедова.

## Биография
Родился 10 декабря 1962 года в селе Сильди Цумадинского района. Проживал в селе Кироваул Кизилюртовского района. В 1987 году закончил Полтавский кооперативный институт по специальности бухгалтер-экономист. Воспитал трёх детей: двух сыновей и одну дочь.
Воинскую службу проходил в 40-й общевойсковой армии, в 1982 году готовил солдат к отправке в Афганистан.
Начинал с вольной борьбы, был мастером спорта по вольной борьбе, в армии начал заниматься дзюдо и самбо. Тренировался у Петра Бутрия.
В конце апреля 2020 года Абдулманап Нурмагомедов был госпитализирован во 2-ю городскую больницу Махачкалы с двусторонней пневмонией. 3 мая его на специальном самолёте доставили в Москву. 13 мая стало известно, что Нурмагомедов находится в тяжёлом состоянии в одном из военных госпиталей Москвы. 3 июля 2020 года скончался в Москве от осложнений на фоне коронавируса, о чём сообщил Рамзан Кадыров. 4 июля был похоронен в родном селе.

## Тренерская карьера

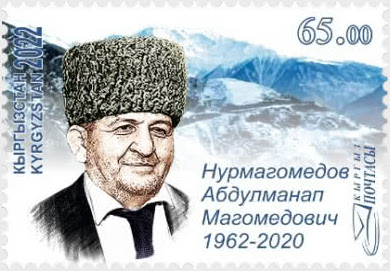

В 1992 году воспитал чемпиона мира по спортивному самбо — своего брата Нурмагомеда Нурмагомедова, который на тот момент также выступал за сборную Украины. В сентябре 2019 года Абдулманапа Нурмагомедова включили в Книгу рекордов России как воспитавшего наибольшее количество чемпионов по боевому самбо. Согласно официальным данным, Нурмагомедов за свою тренерскую карьеру воспитал 18 чемпионов мира.
Тренировал таких чемпионов и призёров Дагестана и России по вольной борьбе, как:
- Магомедхан Казиев,
- Саидбек Дарбищев,
- Хасан Магомедов,
- Хаджимурат Муталимов,
- Дабадан Омаров,
- Магомедрасул Алиев[2].

По боевым искусствам тренировал таких спортсменов, как:
- Ибрагим Магомедов — чемпион России и призёр чемпионата мира по боевому самбо;
- Асильдар Абдулхамидов — чемпион России, призёр чемпионата мира по боевому самбо;
- Эльдар Алиев — чемпион России, призёр чемпионата мира по боевому самбо;
- Назир Мамедалиев — чемпион мира по боевому самбо;
- Мансур Учакаев — чемпион мира по боевому самбо;
- Магомед Магомедов — чемпион мира по боевому самбо;
- Магомед Якубов — чемпион мира по боевому самбо;
- Рустам Хабилов — чемпион мира по боевому самбо[8];
- Шамиль Завуров — чемпион мира по боевому самбо[8];
- Джабраил Джабраилов — чемпион мира по боевому самбо[8];
- Макашарип Макашарипов — чемпион мира по боевому самбо;
- Марат Магомедов — чемпион мира по боевому самбо;
- Ислам Мамедов — чемпион мира по боевому самбо;
- Магомедрасул Хасбулаев — чемпион мира по боевому самбо;
- Магомед Ибрагимов — чемпион мира по боевому самбо;
- Хабиб Нурмагомедов — чемпион мира по боевому самбо, чемпион UFC в лёгком весе;
- Ахмадшаих Гелегаев — чемпион мира по боевому самбо;
- Магомед Алхасов — чемпион мира по боевому самбо[8];
- Муслим Учакаев — призёр чемпионата мира по боевому самбо;
- Абдурахман Нурмагомедов — призёр чемпионата мира по боевому самбо;
- Эседулла Эмирагаев — призёр чемпионата мира по боевому самбо;
- Гаджимурад Нурмагомедов — призёр чемпионата мира по боевому самбо;
- Шахбан Мачиев — призёр чемпионата мира по боевому самбо[2];
- Амиран Касумов — призёр чемпионата мира по боевому самбо;
- Ислам Махачев — чемпион мира по боевому  самбо, чемпион UFC в лёгком весе.

## Память
9 ноября 2023 года село Кироваул Кизилюртовского района Республики Дагестан распоряжением Правительства РФ было переименовано в Манапкала.

## Награды
- Заслуженный работник физической культуры Чеченской Республики (11 октября 2018) — за вклад в развитие физической культуры и спорта, деятельность, получившую международное общественное признание